# أناندين أمار
أناندين أمار (بالمنغولية:Анандын Амар)، من مواليد 1886، وأُعدم بتاريخ 10 يوليو 1941 في العاصمة السوفيتية موسكو، عمل أناندين أمار منصب رئيس الوزراء من تاريخ 21 فبراير 1928، وأعفي من منصبه بتاريخ 27 أبريل 1930.

## اعدامه
وفي تاريخ 10 يوليو 1941، تم محاكمة أناندين أمار، وحُكم عليه بالإعدام، وأثناء المحاكمة، يصر أمار برأيه إن كانت جمهورية منغوليا الشعبية دولة مستقلة حقاً، فيجب عليه محاكمته داخل منغوليا، وتم إعدامه.